# Санто-Томас (Перу)
Санто-Томас (исп. Santo Tomás, кечуа Santu Tumas) — город на юго-востоке центральной части Перу. Административный центр провинции Чумбивилкас в регионе Куско. Кроме того, является центром одноимённого района. Расположен на высоте 3650 м над уровнем моря. Население по данным переписи 2005 года составляет 8265 человек; данные на 2010 год сообщают о населении 10 396 человек.